# Vojin Ćaćić
Vojin Ćaćić (* 31. März 1990) ist ein montenegrinischer Volleyballspieler.

## Karriere
Ćaćić begann seine Karriere 2006 bei OK Budvanska Rivijera. Mit dem Verein wurde er sechsmal montenegrinischer Meister und Pokalsieger und spielte in der Volleyball Champions League. Im Januar 2014 wechselte er zum französischen Erstligisten Rennes Volley 35. Im selben Jahr gewann er mit der montenegrinischen Nationalmannschaft die Europaliga. Im Februar 2015 ging er in die Türkei zu Şahinbey Belediyespor. Danach war er zwei Jahre lang in der iranischen Liga aktiv, zuerst bei Mizan Khorasan Mashad und dann bei Saramayeh Bank. 2017 wechselte der Nationalspieler zum türkischen Erstligisten Ziraat Bankası Ankara. In der Saison 2018/19 spielte er beim Ligakonkurrenten İnegöl Belediyespor. Anschließend wechselte er zum griechischen Erstligisten Panathinaikos Athen. Mit dem Verein gewann er 2020 die nationale Meisterschaft.
2021 wurde Ćaćić vom deutschen Bundesligisten VfB Friedrichshafen verpflichtet. In der Saison 2021/22 gewann er mit Friedrichshafen den DVV-Pokal und wurde Vizemeister, wobei er sich im Playoff-Finale eine Achillessehnenruptur zuzog. In der folgenden Saison erreichte der Verein das Pokal-Halbfinale und wurde erneut Vizemeister. Danach wechselte der Außenangreifer nach Saudi-Arabien zu Al Faisaly. 2024/25 spielte er zunächst für OK Budvanska Rivijera in Montenegro und dann für den ukrainischen Verein Epicentr-Podolyany Horodok. 2025 kehrte er zurück nach Friedrichshafen.